# Alchemilla ciminensis
Alchemilla ciminensis é uma espécie de rosácea do gênero Alchemilla, pertencente à família Rosaceae.